# سه‌شنبه بزرگ

در سه شنبهٔ بزرگ ۲۰۰۸، ۲۴ ایالت کاکس یا انتخابات مقدماتی برگزار کردند.
آبی کاکس‌های فقط-دمکرات را نشان می‌دهد (3), قرمز ایالتهای برگزارکنندهٔ فقط-جمهوریخواه را نشان می‌دهد (2), و بنفش ایالت‌های برگزار کنندهٔ انتخابات برای هر دو حزب را نشان می‌دهد (19). Notes: ساموآی آمریکا (not shown) is Democratic only.

سه شنبهٔ بزرگ در ایالات متحده به سه شنبه‌ای در ماهِ فوریه یا مارسِ سالی که انتخابات ریاست جمهوری در آن برگزار خواهد شد، گفته می‌شود. سه شنبه‌ای که در آن انتخابات مقدماتی ریاست جمهوری ایالات متحده آمریکا برگزار می‌شود و ایالاتِ بزرگ اقدام به دادنِ رأی اولیه درون‌حزبی به نامزدها می‌کنند.